# Giuseppe Nessi
Giuseppe Nessi (Bergamo, 25 settembre 1887 – 16 dicembre 1961) è stato un tenore italiano.

## Biografia
Studiò al Conservatorio Gaetano Donizetti di Bergamo sotto la guida dei maestri Vezzani e Melli e debuttò a Saluzzo nel 1910, nel ruolo di Alfredo nella Traviata. Su consiglio del celebre direttore Tullio Serafin, per la maggior parte della carriera si impegnò in ruoli da tenore caratterista. Alla Scala fu il tenore comprimario principale tra il 1921 e il 1959, e cantò anche al Covent Garden, all'Arena di Verona, al Maggio Musicale Fiorentino, all'Opéra di Parigi e al Festival di Salisburgo sotto la guida di Arturo Toscanini, il quale riteneva Nessi il suo tenore comprimario preferito. Fu il primo interprete, tra gli altri, dei ruoli di Pong in Turandot di Puccini, del prete in Il re di Giordano, di Gobrias in Nerone di Boito, di Dona Pasqua nel Campiello di Wolf-Ferrari, e di un arciere nella Francesca da Rimini di Riccardo Zandonai, opera nella quale avrebbe in seguito spesso interpretato il ruolo di Malatestino divenuto il suo cavallo di battaglia insieme a Bardolfo del Falstaff.

## Discografia
In quanto tenore caratterista, Nessi ebbe meno opportunità di altri cantanti di apparire in ruoli da protagonista. Comunque, cantò numerosi importanti ruoli di supporto in varie registrazioni, tra cui:
- Le nozze di Figaro (Wolfgang Amadeus Mozart) — Rolando Panerai (Figaro), Irmgard Seefried (Susanna), Mario Petri (Il Conte Almaviva), Elisabeth Schwarzkopf (La Contessa Almaviva), Sena Jurinac (Cherubino), Luisa Villa (Marcellina), Silvio Maionica (Bartolo), Antonio Pirino (Don Basilio), Giuseppe Nessi (Don Curzio), Franco Calabrese (Antonio), Mariella Adani (Barbarina), Orchestra e Coro del Teatro alla Scala, Herbert von Karajan (1954)[3]
- La sonnambula (Vincenzo Bellini) — Maria Callas (Amina), Cesare Valletti (Elvino), Giuseppe Modesti (Rodolfo), Eugenia Ratti (Lisa), Pier Luigi Latinucci (Alessio), Giuseppe Nessi (Notaro), Gabriella Carturan (Teresa),  Orchestra e Coro del Teatro alla Scala, Leonard Bernstein (1955)[4]
- Il barbiere di Siviglia (Gioachino Rossini) — Tito Gobbi (Figaro), Luigi Alva (Il Conte Almaviva), Maria Callas (Rosina), Melchiorre Luise (Bartolo), Nicola Rossi-Lemeni (Don Basilio), Anna Maria Canali (Berta), Pier Luigi Latinucci (Fiorello), Giuseppe Nessi (Un Ufficiale),  Orchestra e Coro del Teatro alla Scala, Carlo Maria Giulini (1956)[5]
- Turandot (Giacomo Puccini) — Maria Callas (Turandot), Eugenio Fernandi (Calaf), Elisabeth Schwarzkopf (Liù), Mario Borriello (Ping), Renato Ercolani (Pang), Piero De Palma (Pong), Nicola Zaccaria (Timur), Giuseppe Nessi (L'imperatore), Giulio Mauri (Un mandarino), Orchestra e Coro del Teatro alla Scala, Tullio Serafin (1957)[6]